# Valnemulin
Valnemulin (tên thương mại là EE) là một loại kháng sinh pleuromutilin dùng để điều trị bệnh lỵ lợn, viêm ruột, viêm đại tràng và viêm phổi. Nó cũng được sử dụng để phòng ngừa nhiễm trùng đường ruột của lợn. Valnemulin đã được quan sát để làm giảm nhanh các triệu chứng lâm sàng của nhiễm trùng Mycoplasma bovis và loại bỏ M. bovis khỏi phổi của bê.